# Bythinella reyniesii

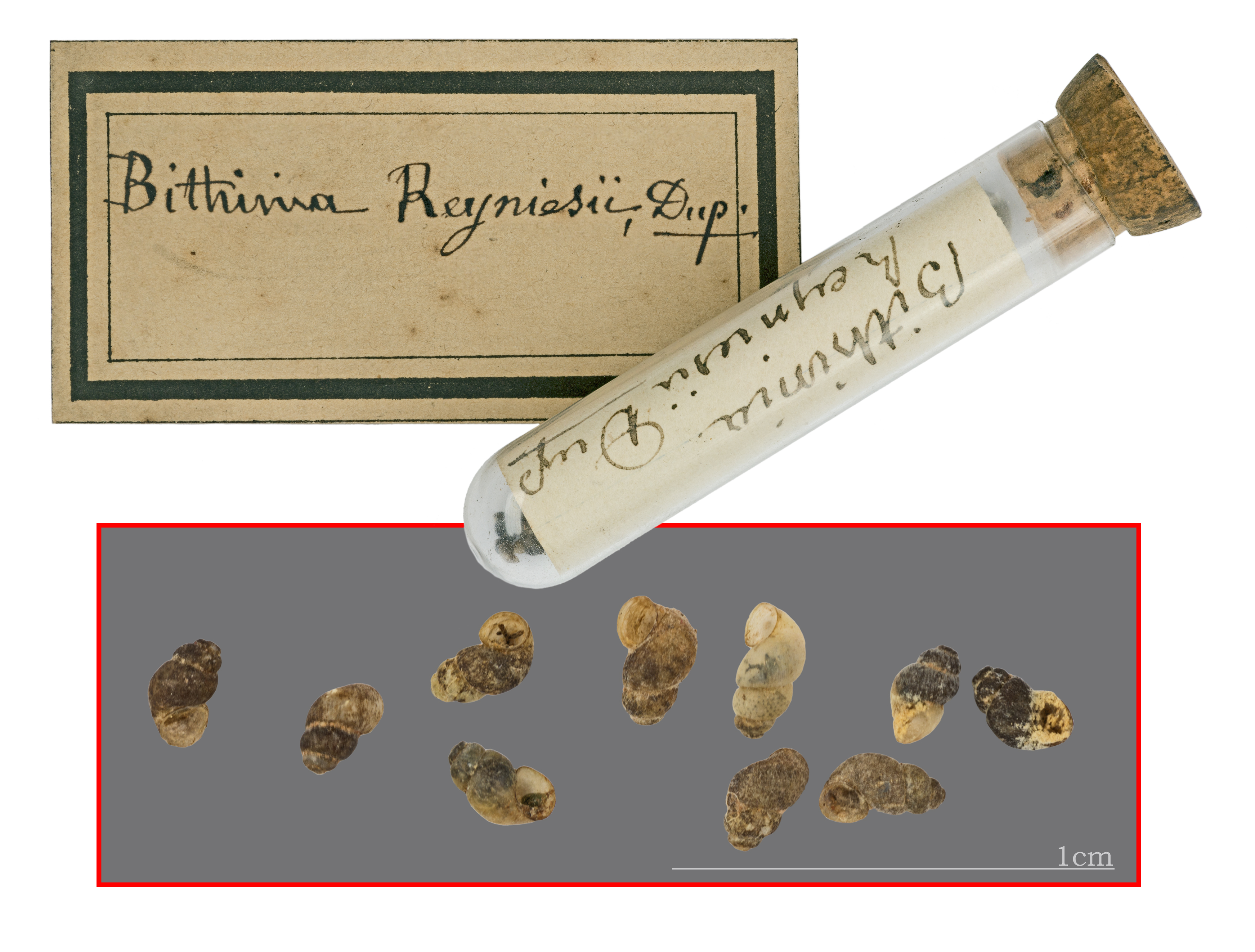
Bythinella reyniesii Holótipo MHNT

Bythinella reyniesii é uma espécie de gastrópode da família Hydrobiidae. 
Pode ser encontrada nos seguintes países: Andorra, Austria e França. 